# Distretto di Ituata
Il distretto di Ituata è un distretto del Perù, facente parte della provincia di Carabaya, nella regione di Puno.